# Ute Lemper
Ute Lemper (Münster, 4 de Julho 1963) é uma cantora, bailarina e actriz alemã.

## Biografia
Estudou piano, canto e ballet na Academia de Dança de Colónia, e teatro clássico no prestigiado Seminário Max Reinhardt de Viena. Mais tarde passa dois anos nol Staatstheater de Estugarda, onde representou obras de Fassbinder e Tchekov, entre outros.
Começa a cantar muito jovem em bares de jazz. Fez parte de um grupo punk chamado The Panama Drive Band. Em 1983, Andrew Lloyd Webber ofereceu-lhe um papel na produção vienense do musical Cats, onde representou várias personagens. 
Em 1985 protagonizou a comédia musical Peter Pan em Berlim e o papel de Sally Bowles na produção francesa de Cabaret, dirigida por Jérôme Savary, e que lhe valeria el prémio Molière de melhor actriz. Desta época data também a sua intervenção, no papel de Lola, na obra O Anjo Azul, que deu origem a críticas na Alemanha e após as quais passou a viver em Nova Iorque.
Maurice Béjart compôs para ela o ballet La Morte Subite, estreado em Paris em 1990; também participou na encenação de Pina Bausch Kurt Weill Revue.
Posteriormente fez diversas aparições em filmes, em papéis mais ou menos relevantes, mas a faceta pela qual é mais famosa é a de cantora. Brilha especialmente no repertório alemão de entre-guerras. São famosas as suas interpretações de composições de Kurt Weill, assim como de outras que interpretaram Marlene Dietrich e Edith Piaf.
Artista ecléctica e inquieta (além de cantar e interpretar realizou várias exposições de pintura, de estilo neo-expressionista), colaborou con numerosos cantores e compositores norte-americanos e europeus, entre os quais Michael Nyman (com quem fez o disco Songbook), Tom Waits, Elvis Costello, Philip Glass e Nick Cave.
Em 1989 participa na versão alemã do filme de animação da Disney A Pequena Sereia (Arielle Die Meerjungfrau), como a voz da personagem Ariel. 
Em 1990, participou do antológico show The Wall Live in Berlim, de Roger Waters, encomendado pela prefeitura desta cidade para comemorar a queda do muro de Berlin; no show ela canta a música "The Thin Ice", juntamente com Waters.
Actualmente reside em Nova Iorque como os seus três filhos.

## Discografia
- Cats (gravação original alemã, 1983)
- Singt Kurt Weill (1986)
- Life is a Cabaret (1987)
- Crimes of the Heart (1989)
- Die Dreigroschenoper (1990)
- The Seven Deadly Sins (1990)
- Songbook (con Michael Nyman, 1991)
- Live - Ihre Grossen Tournee-Erfolge (ao vivo, 1991)
- Illusions (1992)
- Ute Lemper sings Kurt Weill (vol. 2, 1993)
- Espace Indécent (1993)
- Portrait of Ute Lemper (1995)
- City of Strangers (1995)
- Berlin Cabaret Songs (em inglês e alemão, 1996)
- Nuits Étranges (1997)
- All That Jazz (The best of Ute Lemper) (1998)
- Chicago (Londres, 1998)
- 2000: Punishing Kiss
- 2002: But One Day...
- 2005: Blood & Feathers: Live from the Café Carlyle
- 2008: Between Yesterday and Tomorrow
- 2013: Forever: The Love Poems of Pablo Neruda